# Procriosis dileuca
Procriosis dileuca là một loài bướm đêm trong họ Noctuidae.